# 빅토르 마르티네스
빅토르 헤수스 마르티네스(스페인어: Victor Jesus Martinez, 1978년 12월 13일 ~ )는 전 메이저 리그 디트로이트 타이거스의 선수이다.

## 수상 경력
- 2004년 아메리칸리그 실버슬러거 포수부문